# 原媛
原媛（1976年1月11日—），黑龙江哈尔滨人，中国前女子游泳运动员。她曾获得1994年亚洲运动会游泳比赛女子200米蛙泳金牌。1998年珀斯世界游泳锦标赛，她在悉尼机场被海关查出携带13瓶生长激素，之后遭禁赛。